# Trypanosyllis vittigera
Trypanosyllis vittigera är en ringmaskart som beskrevs av Ehlers 1887. Trypanosyllis vittigera ingår i släktet Trypanosyllis och familjen Syllidae.
Artens utbredningsområde är Mexikanska golfen. Inga underarter finns listade i Catalogue of Life.